# Philip Schneider
Philip Schneider (* 23. Dezember 1981 in Röthis) ist ein österreichischer Volleyball-Nationalspieler.
Schneider begann erst im Alter von 15 Jahren mit dem Volleyballspiel, nachdem ihn ein Nachwuchstrainer aus Feldkirch in einem Einkaufszentrum angesprochen und ihn zu einem Training eingeladen hatte. Nach einem Wechsel zu Volley Salzburg erhielt er im Jahr 2003 seinen ersten Profivertrag bei Hypo Tirol. 2005 wagte der gelernte Bankkaufmann den Schritt ins Ausland, wechselte in die Liga A masculine zu Avignon. Bis auf eine Unterbrechung in der Saison 2008/09, als er für die hotVolleys spielte, blieb Schneider in Frankreich, hält sich dort als Stammspieler in einer der stärksten Ligen der Welt. Von Avignon wechselte er zu AS Cannes, danach zu den hotVolleys, ehe er 2009 in Montpellier anheuerte, wo er im Sommer 2012 seinen Vertrag um weitere zwei Jahre verlängerte.
Während Schneider in Montpellier als Mittelblocker oder Diagonalspieler eingesetzt wird, bekleidet er im Nationalteam die Position des Außenangreifers. Bei der Heim-EM 2011 in Österreich und Tschechien schied Schneider mit dem österreichischen Nationalteam als Stammspieler nach drei Niederlagen in der Vorrunde aus.